# Amorphochelus milloti
Amorphochelus milloti är en skalbaggsart som beskrevs av Marc Lacroix 1997. Amorphochelus milloti ingår i släktet Amorphochelus och familjen Melolonthidae. Inga underarter finns listade i Catalogue of Life.